# Audi 80 B2
Audi 80 B2 (Тип 81) — це друге покоління Audi 80, яке виготовлялось з 1978 по 1986 роки і прийшло на заміну Audi 80 B1.
Всього виготовлено 1680146 автомобілів, в тому числі 80: 1405506, 90: 105593 та Coupé: 169047.

## Опис

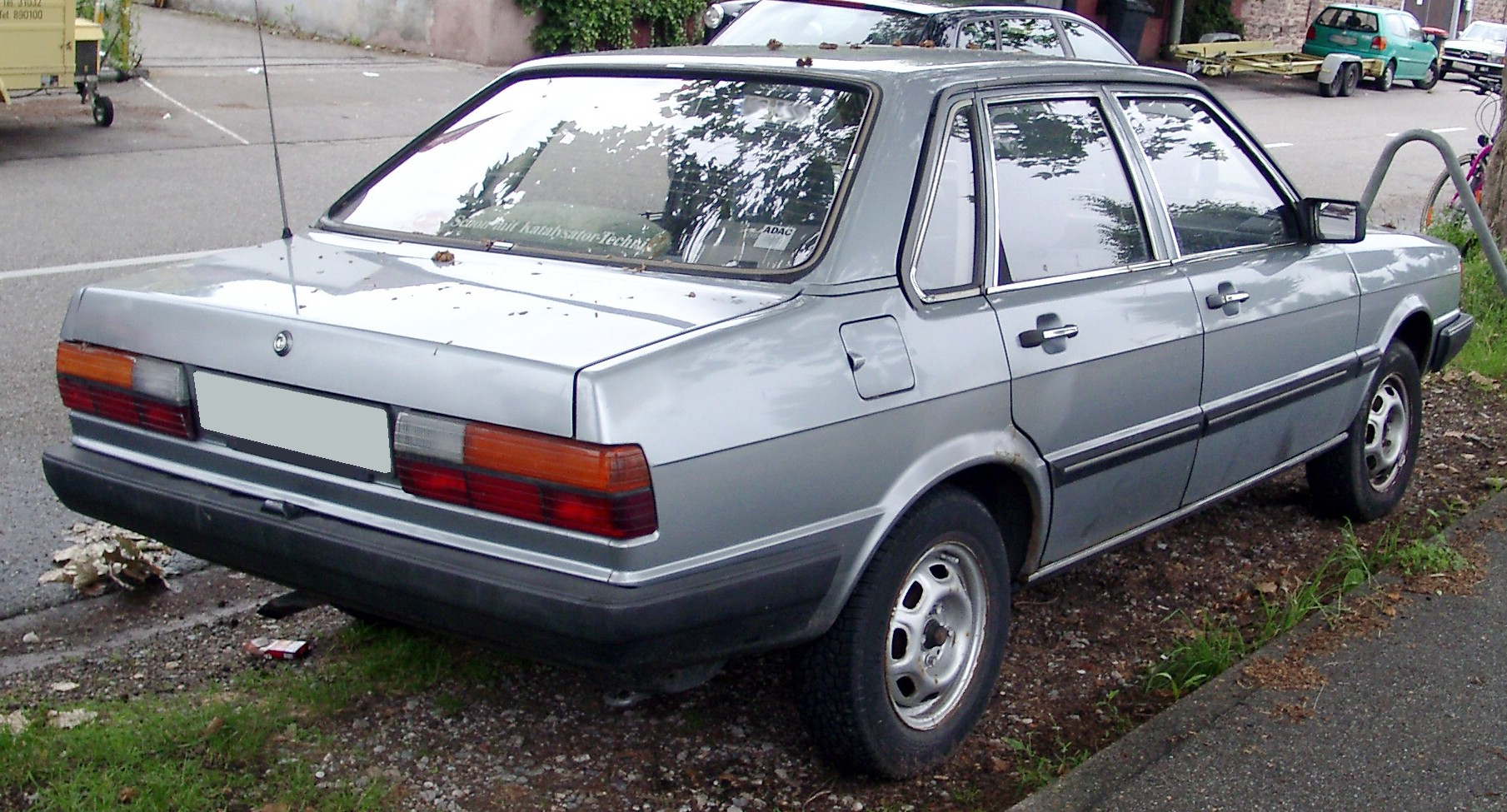
Audi 80 SL B2

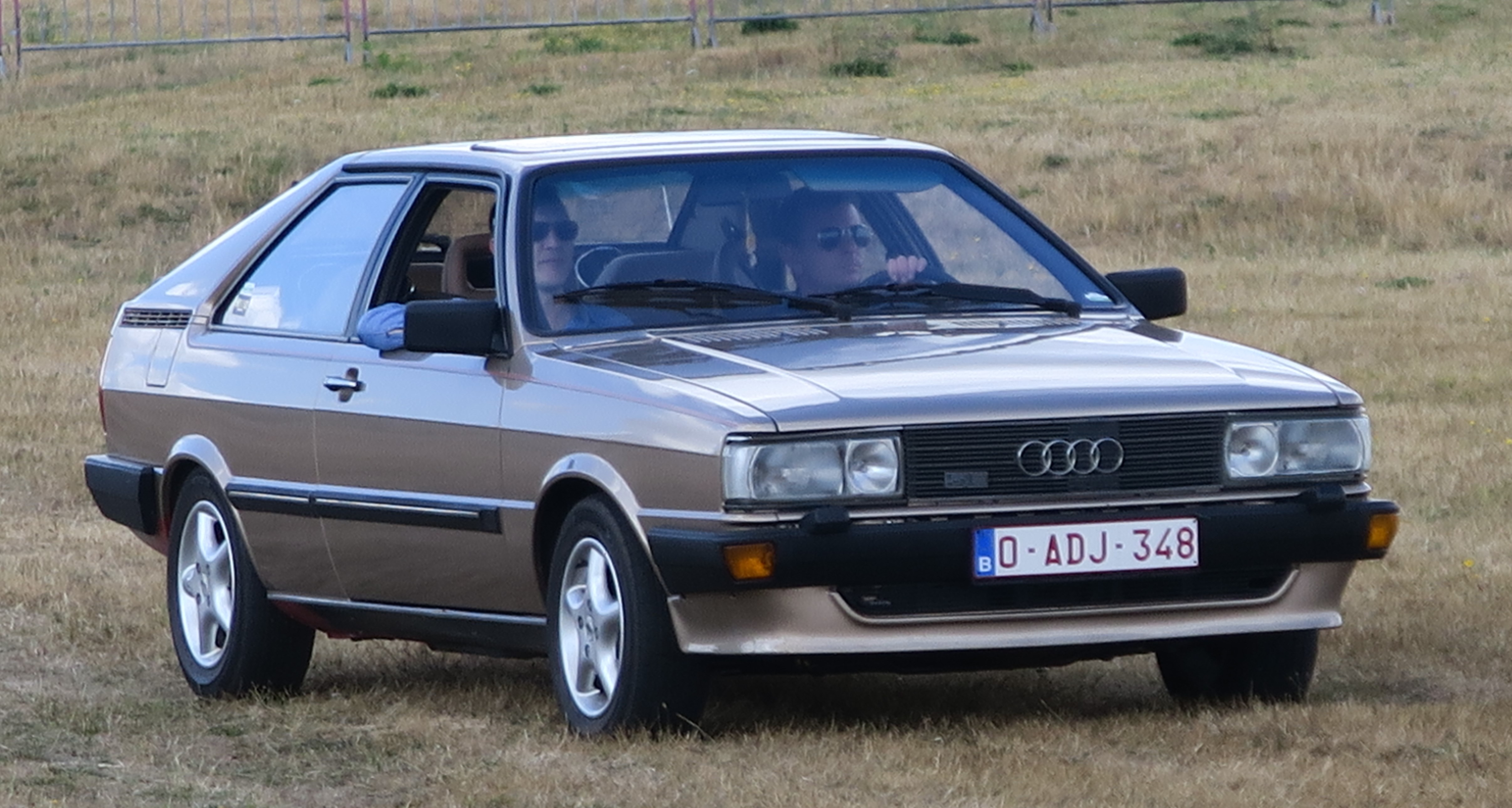
Audi 80 Coupe B2 (81/85)

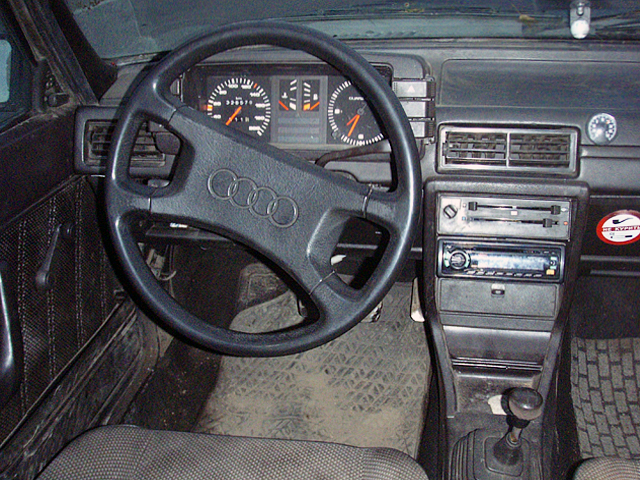

У 1978 році Audi 80 була переведена на платформу B2 (Type 81) в Європі, а в 1979 році в Північній Америці. Audi продовжила використовувати «80» як марку в Європі, але в Північній Америці почала позначати автомобіль як Audi 4000/4000S. Дизайн кузова Audi 80 B2 спочатку розроблявся Клаусом Люті, але після його відходу з Audi в BMW, дизайн був повністю перероблений Джорджетто Джуджаро. Хоча зазвичай замовляли 4-дверну модель, також виготовлялася і 2-дверна модель Audi 80. Моделі з кузовом універсал (Avant) не було доступно, так як цю нішу зайняв Volkswagen Passat. У США базова комплектація автомобіля відповідала комплектації європейської Audi 80 CD, яка також відрізняється від європейської і тим, що відповідала більш суворим нормам за змістом речовин в вихлопних газах. 
В Європі Audi 80 була стандартним виконанням, разом з тим, пізніше, в 1984 році, була випущена Audi 90, що представляє собою Audi 80 з двигуном великого обсягу, з великою кількістю додаткових опцій і мала, на вибір, два 5-циліндрових I5 двигуна потужністю 115 к.с. і 136 к.с., об'ємом 2,2 л, який пізніше збільшили до 2,3 л, або 75-сильний l4 турбодизель, останній був також доступний і для Audi 80. Audi 90 була доступна як з переднім приводом (Typ 81), так і з повним приводом (Typ 85). У Audi 90 з двигуном 2,2 л. була доступна ABS, за додаткову плату в розмірі 3725 DM. Крім того, в Audi 90 були доступні електричні склопідйомники, люк на даху, двірники на фарах, кондиціонер і круїз-контроль.
Платформа B2 виявилася досить універсальною і вигідною; багато компонентів були загальні або запозичувалися від Audi Coupé, Audi Quattro і Audi Sport Quattro, які, з часом, допомогли закріпити компанію в очах народу після своєї системи quattro — постійного повного приводу, стане в нагоді в різних видах гонок.
Седани B2 пропонувалися в Європі до кінця 1986 року, і до 1987 року в інших частинах світу, Audi Coupé на цій платформі залишалася до 1988 року, до того як була замінена. Audi Coupé має багато спільних компонентів і форму кузова і оригінальною Audi Quattro.
З 1984 модельного року, Audi зробила на B2 ледь помітні зміни, задні ліхтарі тепер нагадували ті, які мала Audi 100 Type 44 (Audi 100 C3), також помінялися задній і передній бампери, кришка багажника, торпедо, підрульові перемикачі, рульове колесо і передні фари. Зміни торкнулися електропроводки, блок запобіжників був перенесений під капот.
У 1983 році у Великій Британії була представлена Audi 80 Sport, заснована на Audi 80 GTE. Спеціальна ювілейна версія Audi 4000CS quattro була зроблена в 1985, 1986 і 1987 модельних роках.
Audi 5+5 була випущена на Австралійському ринку в жовтні 1981 року. Модель описувалася як «uniquely Australian Special». І, по суті, являла собою Audi 80 B2, 4-дверний седан, з 5-циліндровим двигуном об'ємом 2144 см³. 

## Двигуни
- 1272 cc FY/FZ I4
- 1297 cc EA827 I4
- 1588 cc EA827 I4
- 1595 cc EA827 I4
- 1715 cc EA827 I4 (Пн. Америка)
- 1781 cc EA827 I4
- 1921 cc I5
- 1994 cc I5
- 2144 cc I5
- 2226 cc I5
- 1588 cc JK/CR diesel I4
- 1588 cc CY turbodiesel I4

## Автоспорт
Ще до того, як Audi досягла великого успіху в ралі з Audi quattro, Audi 80 GLE використовувався в Кубку Європи з 1979 по 1981 роки. У 1980 році приватний дует Ганс-Йоахім Новак/Віллі Бергмайстер стали чемпіонами Європи з кузовних автомобілів.